# Gustaf Dalén
Nils Gustaf Dalén (Stenstrop, 30. studenog 1869. – Lidingö, 9. prosinca 1937.), švedski inženjer i izumitelj. Poznat je po izumu sunčevog ventila i drugih regulacijskij uređaja za svjetionike. Izumio acetilensku rasvjetu s pomoću kalcijeva karbida. Za istraživanje automatskih regulatora plinskih akumulatora koji služe za rasvjetu svijetlećih plutača i svjetionika dobio Nobelovu nagradu za fiziku (1912.). Član Švedske akademije znanosti (od 1913.).

## Doprinosi

### Acetilen ili etin
Acetilen ili etin je najjednostavniji alkin, CH ≡ CH, plin lakši od zraka. U čistom stanju slabo eterična, a u nečistom stanju prodorna mirisa, lako topljiv u acetonu, pod povišenim tlakom eksplozivan. S nekim metalima (bakrom, srebrom, živom) stvara vrlo eksplozivne spojeve. Dobiva se iz kalcijeva karbida djelovanjem vode. Gori lijepim, svijetlim plamenom (karbidne svjetiljke). Pri izgaranju s kisikom daje vruć plamen kojim se metali mogu autogeno zavarivati i rezati. Dolazi u trgovinu otopljen u acetonu pod tlakom od 12 do 15 bara, u čeličnim bocama napunjenim šupljikavom masom (disu-plin, prema franc. acétylene dissous: otopljeni acetilen). U kemijskoj tehnici acetilen je osnovna tvar za proizvodnju velikoga broja važnih kemijskih proizvoda.

### Pomorsko svjetlo
Pomorsko svjetlo je optički signal s vlastitim izvorom svjetlosti postavljen na navigacijski važnim točkama; pomorcima služi za orijentaciju i određivanje položaja; može biti svjetionik ili brod-svjetionik (čuvano pomorsko svjetlo), obalno i lučko pomorsko svjetlo, te svjetleća plutača (nečuvano pomorsko svjetlo).